# Clyde, Ohio
Clyde là một thành phố thuộc quận Sandusky, tiểu bang Ohio, Hoa Kỳ. Năm 2010, dân số của thành phố này là 6325 người.

## Dân số
- Dân số năm 2000: 6064 người.
- Dân số năm 2010: 6325 người.